# Нік Лавґров
Нік Лавґров  (англ. Nick Lovegrove)  – американський консультант з управління, бізнес-тренер, письменник. Стратегічний радник для бізнесу, уряду та некомерційних організацій. Керуючий партнер глобальної корпоративної консультаційної фірми «Brunswick Group». Професор школи бізнесу Макдоно при Джорджтаунському університеті (США). Автор консультативної книг для керівників всіх рівнів «The Mosaic Principle» (укр. «Принцип мозаїки. Шість навичок дивовижного життя і кар'єри»).

## Біографія
Нік Лавґров є випускником Оксфордського (1977-1980) та Гарвардського (1980-1982) університетів, має ступінь магістра ділового адміністрування INSEAD у Франції (1984).
Понад 30 років був консультантом генеральної дирекції консалтингової компанії «McKinsey» (спочатку був старшим партнером в лондонському офісі, потім керував офісом у Вашингтоні), а також ряду інших глобальних бізнесів, світових урядів, керівників відомих академічних установ та некомерційних організацій з питань стратегічного керівництва, організаційних змін, державної політики та розвитку лідерських якостей. Зокрема, був радником британського прем'єр-міністра Тоні Блера. 
Окрім цього працював на посаді старшого наукового співробітника Школи державного управління імені Джона Ф. Кеннеді при Гарвардському університеті та старшого наукового співробітника програми «Глобальна економіка» Брукінгського інституту. Був запрошений лектором до Школи державного управління імені Блаватника Оксфордського університету.
Лавґров - автор книги «Принцип мозаїки» (опублікована 1 листопада 2016 року в США, Profile Books, та 26 січня 2017 року у Великій Британії). Окремі статті видання були надруковані в журналі «Harvard Business Review» за вересень 2013 року. Українською мовою книгу було перекладено та опубліковано видавництвом «Наш Формат» у 2018 році.
Наразі займається розробкою нових навчальних програм з розвитку лідерських якостей та кар'єрного росту, публічно виступає на багатьох освітніх платформах. Консультант з широкого кола корпоративних та комерційних питань з особливим акцентом на продажі та придбання акцій (ділових активів), структурування / реструктуризації бізнесу або інвестиційних механізмів, акціонерних угод, франчайзингу. Також є учасником ряду волонтерських програм. 
Живе у Вашингтоні, округ Колумбія, разом з дружиною Алісою та чотирма дітьми.

## Переклад українською
- Нік Лавґров. Принцип мозаїки. Шість навичок дивовижного життя і кар'єри / пер. Ганна Кирієнко. — К.: Наш Формат, 2018. — 344 с. — ISBN 978-617-7682-18-8.